# COMODO Internet Security
Comodo Internet Security （コモド・インターネット・セキュリティー、CIS）とは、Comodo社によって開発された、Windows用のインターネットセキュリティスイートである。アンチウイルス、ファイアウォール、Defense+と呼ばれるホスト型侵入防止システム(HIPS)の3つの機能を持つ。このDefense+の機能の一つとして、バージョン4.0からは未知のアプリケーションを隔離するサンドボックス機能を搭載している。

## 概要
2010年9月14日には、Comodo Internet Securityの現在の主流であるバージョン5がリリースされた。これまでの機能に加え、バージョン5では新しいユーザーインターフェースが搭載されたほか、アプリケーションのサンドボックス機能、警告アラートの削減およびシステムの復元ポイントを簡単に作成できる機能が追加された。
2012年11月9日に、バージョン5.12.256249.2599がリリースされWindows 8に正式対応した。
Comodo Internet Securityは、Matousecによる「Proactive Security Challenge」テストにおいて現在第1位となっていて、このテストで使用される148種類のファイアウォールテストをすべてクリアしており、継続的に1位あるいは1位タイ(大抵の場合、相手はEmsisoftのOnline Armorである)を達成している唯一のファイアウォール・侵入検知システムである。2008年6月にリリースされたバージョン3.14.13009は、3年以上経った今でもこのテストで100％を達成しており、同時期の競合製品の中で70％を超えた唯一の製品でもある(例えば、ZoneAlarm Pro v7は27％しか達成していない)。ただし、Comodoに限らず、100%を達成するものは基本的にホワイトリスト形式のアンチウイルス/FWである事に注意。
バージョン10.1まではソフトウェア上での項目名に日本語表示することは出来ない（言語リストに含まれていない）が、有志による言語ファイルをダウンロードし、パッチを当てることで項目名の日本語化が可能である。
バージョン10.2より日本語表示対応。

## 製品
Comodo Internet Securityは以下のエディションで利用可能である。
Comodo Internet Security
フリーウェア。バージョン4.1からは、この製品はComodo Internet Security Premium (依然としてフリーウェアではあるが)と名称変更された。但し公式サイト上では、この変更は反映されていない。個人・商用利用どちらでも無料で利用可能。
Comodo Internet Security Plus
シェアウェア。
Comodo Internet Security Pro
シェアウェア。TrustConnectと呼ばれるVPNサービスや、Live Supportと呼ばれるComodoのサポート技術者に直接コンピュータにアクセスしてもらう機能などの追加機能を持つ。
Comodo Internet Security Complete
シェアウェア。Pro版の機能に加え、オンラインバックアップサービスや、個人情報が盗難に逢った際にそのライセンシーを保証するサービスなどを含む。
Comodo Firewall
フリーウェア。Comodo Internet SecurityのファイアウォールおよびHIPSのみを含む製品。Comodo Internet Securityとインストーラーのサイズが同じであり、インストールオプションによりアンチウイルス機能を同時にインストールすることも可能である。
Comodo Antivirus
フリーウェア。Comodo Internet Securityのアンチウイルス部分のみを含む製品。Comodo Internet Securityとインストーラーのサイズが同じであり、ファイアウォール機能を同時にインストールすることも可能である。
Comodo Antivirus Advanced
シェアウェア。

## 機能
Comodo Internet Securityは多層防御の考えに基づいて設計されており、コンピュータシステムに対する侵入を阻止するために設計された機能(ファイアウォール、Defense+、シェルコードインジェクション保護)と、他の機能が見逃した攻撃に対応するよう設計された機能(アンチウイルス)で構成されている。
アンチウイルス
Comodo社のアンチウイルスソフトウェアは2008年8月23日にComodo Internet Security Suiteと共に公式発表された。CISのバージョン3.8以降ではヒューリスティック機能を内蔵している。
オンラインスキャナー(クラウドスキャン)
「Comodo Automated Analysis System」と呼ばれるもので、comodoサーバに疑わしいファイルを送信およびスキャンして、その結果をユーザーに返すシステムである。
ファイアウォール
Comodo Internet Securityのファイアウォール(以前はComodo Firewall Proと呼ばれており、Matousecのような検査機関によるテストで上位を占めていた)はしばしば3大ファイアウォールに数えられる。このファイアウォール機能はPC MagazineのEditor's ChoiceやGizmo's T ech Support Alertに選ばれている。
HIPS (Defense+)
Comodoのホスト型侵入防止システム(HIPS)はDefense+として知られており、未知のマルウェアに対する防御を目的として設計されている。これは未知のアプリケーションによる行為(重要なファイル・フォルダー、レジストリキー、設定、高位権限機能へのアクセスなど)を制限する。Defense+は「Default Deny Protection」の考え方を採用しており、Comodoサーバのホワイトリストに載っている、あるいはユーザーが明示的に許可した場合を除いて、全ての未知のファイルの実行やインストールを拒否するよう設計されている。また標準設定では、ファイルに添付されたデジタル署名を確認し、特定のベンダ（マイクロソフトなど）からの配布物であれば自動的に許可するようになっている。
自動サンドボックス (Auto-Sandbox)
システムに影響を与えないように未知のプログラムを隔離しながら実行する機能。まずプログラムが実行されるときにそのファイルハッシュを確認する。このハッシュがcomodoの用意したホワイトリストかユーザーが指定した信頼ファイルのリストのどれかに一致すれば実行許可を行う。またはファイルに「信頼するベンダ」の署名があれば許可する。いずれでもない「未知」のプログラムはサンドボックスに隔離しながら実行を行う。設定によりサンドボックスされたプログラムの権限を指定する事が出来る。未知のプログラムをすべて隔離するため非常に強力な防御機能と言えるが、マイナーなプログラムはほとんど隔離してしまう。特定のファイルやフォルダをサンドボックス化から除外する事も出来るが、当然セキュリティが下がってしまう。
シェルコードインジェクション保護
バッファオーバーフロー攻撃や「Return-to-libc攻撃」と呼ばれる、メモリ領域を書き換えるタイプの攻撃からシステムとアプリケーションを保護する。これはメモリのスタック領域やヒープ領域で発生したバッファオーバーフローを検知し、また「ret2libc攻撃」や破損したSEHチェーンからも保護する。バッファオーバーフローが検知された場合、CISは警告を表示して実行をブロックし、システムを保護する。バッファオーバーフローはプログラマのミスにより様々なプログラムで起きうるため、悪意のないアプリケーションでも保護機能が作動して動作停止を引き起こす可能性があるが、設定により除外指定する事も可能である。特にゲームでシェルコードインジェクション保護が動作に支障をきたす事が多い。Comodoよりも先に起動するプログラムは保護できない。別製品であるComodo Memory Firewallの機能であったが、CISバージョン3.8からHIPSの一部として統合された。Google Chromeは自前でメモリ保護機能を持っているので意味はない。またMicrosoftのEMETを利用している場合はEMETの方が強力であるため意味はない。ただしComodoのシェルコードインジェクション保護は「ユーザが意識せずとも標準ですべての実行プログラムに設定される」という特徴がある。

ThreatCast
ThreatCastは、コミュニティベースによる判断支援システムである。これは他のユーザーがある警告に対して取った行動に関する情報を収集し、警告ウィンドウの中にその統計結果を表示することで、その警告が安全なものか危険なものかを表示する。